# Maatschappij tot Uitvoering van Zuiderzeewerken

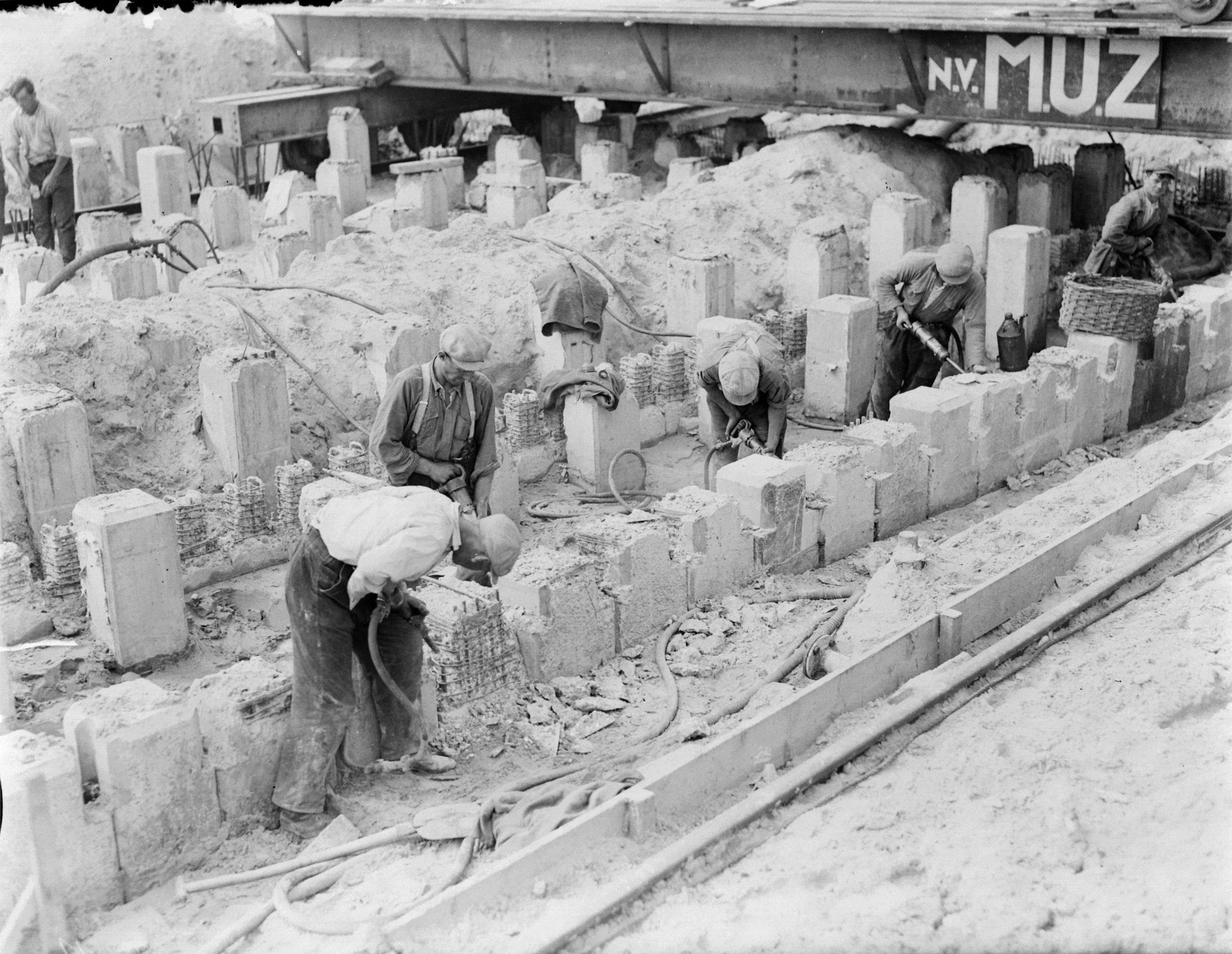
Funderingswerkzaamheden aan de Stevinsluizen door de MUZ in 1930

De Maatschappij tot Uitvoering van de Zuiderzeewerken (MUZ) was een combinatie van Nederlandse aannemers van baggerwerken, opgericht in augustus 1926 door:
- M.J. van Hattum's Havenwerken, Beverwijk
- Hollandsche Aannemings Maatschappij Den Haag
- A. Bos Pzn. Dordrecht
- L. Volker Azn

De maatschappij stond onder leiding van ir. J.A. Ringers, afkomstig van Rijkswaterstaat. Ringers was projectleider geweest bij de bouw van de Noordersluis van IJmuiden en was daardoor zowel iemand met ervaring in grote werken en bovendien iemand die het vertrouwen had van de Rijksdiensten. Er was nogal wat gedoe over, omdat men vreesde dat door werk aan dit consortium te verlenen er weinig concurrentie zou zijn.
Het eerste werk van de MUZ was de aanleg van de Proefpolder Andijk.
Op 17 september 1927 werd, als concurrent van de MUZ, de Maatschappij tot Aanneming van Zuiderzeewerken (MAZ) opgericht door de N.V. Maatschappij tot aanneming van werken  (eigenaar A.L.J. (Leendert) Volker, te Bussum) en de firma Joh. Kraayeveld in Sliedrecht. De firma Kraayeveld is het latere Boskalis. Deze combinatie was gevestigd in Anna Paulowna. Het eerste werk dat naar deze combinatie ging was de aanleg van de Boezemmeerdijk.
Later traden wat meer aannemers toe tot de MAZ, zoals  A. Prins en K.L. Kalis. In een later stadium deden via speciale constructies ook andere bedrijven, zoals Breejenbout en Zanen & Verstoep, mee aan de Zuiderzeewerken, maar zij behoorden niet tot de MUZ of MAZ.
In 1930 werd Ringers opgevolgd door de oudste zoon van Cornelis Lely, Jan Lely
In de crisisjaren, na de oprichting van de overkoepelende organisatie “Centraal Baggerbedrijf” was verder samenwerking nodig, en gingen MUZ en MAZ samen.
Er was een behoorlijk cultuurverschil tussen de MUZ en de MAZ. De MUZ was meer formeel. In het boek “Het verjaagde water” spreekt Kobus Kalis dan ook enigszins denigrerend over “De Heeren van de MUZ”. In deze heruitgave van "Het verjaagde water" staat in Bijlage 7 ook een goede samenvatting van de activiteiten van de MUZ.  